# Goizueta (Navarra)
Goizueta es una villa y municipio y localidad española del norte de la Comunidad Foral de Navarra. Situado en la Merindad de Pamplona, en la comarca Norte de Aralar, su población es de 692 habitantes (INE 2024). Dentro de su término además de la localidad de Goizueta, que cuenta con el título de villa, hay otros seis núcleos de población: Aitasemegui, Alcainzuriáin, Alcasoaldea, Articuza, Espildealdea y Tartazu.

## Toponimia
El pueblo recibe su nombre del puente de Zubi Haundi, que une las dos orillas del río Urumea y los dos barrios en los que queda dividido el pueblo por el río. Etimológicamente, el nombre proviene del euskera goi (alto) + zubi (puente) + -eta (sufijo que indica lugar de); y significa lugar del puente alto.

## Geografía
El municipio se encuentra situado al norte de la Comunidad Foral de Navarra, su término tiene 91,36 km² y limita por el norte con Rentería (Guipúzcoa) y Oyarzun (Guipúzcoa), al sur con Leiza, Ezcurra, Erasun, Beinza-Labayen y Zubieta, al oeste con Arano, Elduayen (Guipúzcoa) y Berástegui (Guipúzcoa) y al este con Lesaca y Aranaz. Más de un tercio de su superficie total constituye la finca de Articuza, de 37 km², propiedad del Ayuntamiento de San Sebastián.
La villa de Goizueta se halla enclavada a ambas orillas del río Urumea y además es surcado por las regatas de Medaur, Elamar, Urdiñola, Articuza y Verdabío. Su altitud es de 155 m s. n. m. Su término es muy montañoso destacándose en él la presencia de los montes: Mendaur, Recaldo, Loizate, Articuza, Urdiñola, Aniz, San Pedro y Larrea.

## Demografía
Goizueta cuenta con una población de 692 habitantes (INE 2024).
| Gráfica de evolución demográfica de Goizueta entre 1842 y 2021                                                      |
| |
| Población de derecho según los censos de población del INE Población de hecho según los censos de población del INE |

#### Distribución de la población
El municipio se divide en las siguientes entidades de población, según el nomenclátor de población publicado por el INE (Instituto Nacional de Estadística). Los datos de población se refieren a 2014
| Entidad de Población          | Población (2014) |
| ----------------------------- | ---------------- |
| Aitasemegui (Aitasemegi)      | 68               |
| Alcainzuriáin (Alkainzuriain) | 24               |
| Alcasoaldea (Alkasoaldea)     | 43               |
| Articuza (Artikutza)          | 3                |
| Espidealdea                   | 44               |
| Goizueta                      | 553              |
| Tartazu                       | 12               |

## Monumentos

### Parroquia de la Asunción de Nuestra Señora
La construcción se realiza entre 1561 y 1725. Es de estilo gótico renacentista, con planta de cruz latina, pórtico cubierto con bóveda de crucería y una pequeña torre cuadrada. Su portada combina arcos de medio punto con un arco conopial exterior. El retablo mayor es de estilo Plateresco, presentando como motivo central una talla de La Piedad. Una capilla lateral conserva fragmentos de un retablo anterior con escenas de la infancia de Jesús.

### Ermita de Santa María Magdalena
Se trata de una construcción del siglo XVI. Entre diversas tallas destaca una imagen gótica del Crucificado del siglo XV, junto con las imágenes de María Magdalena, San Lázaro y la Dolorosa. Estas últimas del siglo XVIII, atribuidas a Silvestre de Soria y Juan Martín de Andrés.
En sus orígenes, la ermita formó parte del denominado Hospital y Basílica de Santa María Magdalena y San Lázaro. La vivienda anexa al templo ofició de centro de acogida y recuperación de pobres, heridos, enfermos, transeúntes y peregrinos. Documentos existentes avalan la condición de sede de reuniones vecinales (batzarres) que llegó a tener la ermita a principios del siglo XVI.

### Palacio de Alduncin
Se trata de una casa-torre del siglo XVII, del tipo "Cabo de Armería". Tiene una fachada barroca del siglo XVIII, con doble alero, en la que destaca una portada formada por las imágenes de un hombre y una mujer en los dos extremos.

## Fiestas

### Carnaval
Los festejos tienen lugar los tres días anteriores al Miércoles de Ceniza. Grupos de jóvenes del pueblo, mozorrok en euskera, hacen una ruta por los caseríos siendo recibidos con comida y bebida y recaudado dinero para celebrar la cena en el pueblo. Al día siguiente por la tarde forman una comitiva acompañando, al son de los músicos, al Zaia. Personaje vestido de azul, lleva la cara pintada de negro y el contorno de los ojos en rojo. Representa el papel del carbonero.

## Administración y política

### Gobierno municipal
A las elecciones municipales de mayo de 2015, sólo concurrió la lista de la coalición abertzale EH Bildu, obteniendo el 97,05% de los votos y la totalidad de los siete concejales del pleno.
| Partido político                                            | 2015  | 2015       | 2011  | 2011       | 2007  | 2007       | 2003  | 2003       | 1999  | 1999       | 1995  | 1995       |
| Partido político                                            | %     | Concejales | %     | Concejales | %     | Concejales | %     | Concejales | %     | Concejales | %     | Concejales |
| Euskal Herria Bildu (EH Bildu)-Bildu                        | 97,05 | 7          | 96,55 | 7          | —     | —          | —     | —          | —     | —          | —     | —          |
| Eusko Abertzale Ekintza-Acción Nacionalista Vasca (EAE-ANV) | —     | —          | —     | —          | 50,00 | 4          | —     | —          | —     | —          | —     | —          |
| Elkartasuna (E)                                             | —     | —          | —     | —          | 49,32 | 3          | —     | —          | —     | —          | —     | —          |
| Goizueta Bizirik (GB)                                       | —     | —          | —     | —          | —     | —          | 97,46 | 7          | —     | —          | —     | —          |
| Euskal Herritarrok (EH)                                     | —     | —          | —     | —          | —     | —          | —     | —          | 90,69 | 7          | —     | —          |
| Herri Batasuna (HB)                                         | —     | —          | —     | —          | —     | —          | —     | —          | —     | —          | 83,99 | 9          |

### Elecciones generales
| Elecciones al Congreso de 2016 en Goizueta | Elecciones al Congreso de 2016 en Goizueta           | Elecciones al Congreso de 2016 en Goizueta | Elecciones al Congreso de 2016 en Goizueta | Elecciones al Congreso de 2016 en Goizueta |
| Logo                                       | Partido político                                     | Votos                                      | Porcentaje                                 |                                            |
| ------------------------------------------ | ---------------------------------------------------- | ------------------------------------------ | ------------------------------------------ | ------------------------------------------ |
|                                            | EH Bildu (EH Bildu)                                  | 253                                        | 67,47%                                     |                                            |
|                                            | Podemos (Podemos)                                    | 49                                         | 13,07%                                     |                                            |
|                                            | Geroa Bai (GBai)                                     | 45                                         | 12,00%                                     |                                            |
|                                            | Unión del Pueblo Navarro (UPN)                       | 15                                         | 4,00%                                      |                                            |
|                                            | Partido Socialista Obrero Español (PSOE)             | 7                                          | 1,87%                                      |                                            |
|                                            | Ciudadanos-Partido de la Ciudadanía (Cs)             | 1                                          | 0,27%                                      |                                            |
|                                            | Recortes Cero-Grupo Verde (RC-GV)                    | 1                                          | 0,27%                                      |                                            |
|                                            | Partido Animalista Contra el Maltrato Animal (PACMA) | 1                                          | 0,27%                                      |                                            |